# Renato Mocellini
Renato Mocellini, född 2 april 1929, död 9 november 1985, var en italiensk bobåkare.
Mocellini blev olympisk silvermedaljör i fyrmansbob vid vinterspelen 1956 i Cortina d'Ampezzo.